# Албански въстания (1909 – 1912)
Албанските въстания от 1909-1912 са масови въоръжени действия на албанците за национално обособяване в рамките на Османската империя, последвали Младотурска революция. Ескалирайки по масовост и териториален обхват, те допринасят много за отслабването на османската власт на Балканите и ускоряват избухването на Балканската война. Спечелили фактическа автономия през август 1912, само четири месеца по-късно голяма част от албанците са покорени от Сърбия и Черна гора.

## Причини
В стремежа си за централизация и модернизация на Османската империя, младотурците, дошли на власт през 1908 със съществена помощ от албанците, нарушават дадените обещания и извършват редица посегателства над старите им привилегии. Изправен пред сериозни финансови трудности и военни предизвикателства в далечните краища на империята (виж Триполитанска война, въстания в Йемен) младотурското правителство не само не смекчава, а засилва данъчния натиск, и извършва още по-стриктно военните набори - действия, които предизвикват вълнения сред косовските албанци още преди 1908. Кампаниите за разоръжаване на населението влизат в разрез с обичайното право на албанците (Кануна на Лек), което обвързва личното оръжие с личната чест. Към причините за недоволството на албанците се прибавят и спънките, които правителството поставя пред учредяването на албански училища и въвеждане на латинската азбука.

## Локални въстания (1909-1911)

### Бунтове в Западно Косово през 1909
През пролетта на 1909 в Западно Косово започват брожения срещу увеличения десятък. Настроенията срещу централната власт се засилват след безуспешния контрапреврат, довел (през април) до детронирането на султан Абдул Хамид II - благодетел на някои от албанските водачи. Две експедиции - в района на Печ и Дяково през юли и в Люма през септември, завършват без съществен успех за османските войски. Насилственото разоръжаване засилва недоволството на местното население.

### Косовско въстание през 1910
През март 1910 в Косово избухва голямо въстание начело с Иса Болетини и Идриз Сефери. Въстанието обхваща почти цялата страна, а броят на албанските бойци достига 9000. Сефери се опитва да установи връзка със сръбското правителство, подобно на албанските лидери в Дяково, Печ и Черна гора. Той овладява Гниляне и повежда 5000 души, които прекъсват железопътната линия Прищина - Скопие при Качаник.Сефери спира в Качанишкия проход влак с войска и провизии за Прищина, разоръжава войниците и отнася припасите. Хората му успяват за седмица - от 23 до 29 април 1910 година - да удържат настъплението на османските сили в прохода, като нанасят тежки загуби на османците. В същото време Болетини повежда 2000 въстаници срещу Феризово и Призрен.
След като разбива въстаниците в битките при Качаник и Каралева (Църнолево), в средата на май Шефкет Тургут паша завладява Призрен, а в края на следващия месец влиза в Дяково и Печ. Потушаването на въстанието е съпроводено с масови репресии. Предводителите му успяват да избягат, но хиляди участници са затворени, интернирани или насилствено мобилизирани и изпратени далеч от родните си земи. Към август османците възстановяват реда и правителството регистрира за наборна служба всички мъже между 15 и 60. Албанците са разоръжени и тези подлежащи на военна служба са взети в армията.

### Надигане на Малешите през 1911
През март 1911 започва въстание в северните албански планини (Малешите), в което се включват масово католиците-мирдити. Въстанието е предизвикано от мащабна военна операция за разоръжаване на района през есента на предната година. То е подпомагано активно от Черна гора, която осигурява оръжие за въстаниците и убежище за лидерите им. Установилият се в Подгорица Исмаил Кемали – един от политическите водачи на въстанието – публикува програма („Червена харта“) с искания за признаване на албанската националност в рамките на Османската империя, зачитане на Кануна на Лек от централните власти, предаване на местната администрация на албански чиновници, използване на данъчните приходи от албанските земи само за местни нужди и ограничаване на военната служба на албанците само в родните им земи.
Изолирано от останалите области с албанско население, въстанието в Северна Албания стихва през август. Младотурските власти постигат този успех не толкова с военна сила, колкото с дипломация: част от албанците-мюсюлмани не подкрепят католиците, тъй като виждат в надигането им черногорски аспирации към албанските земи. Самите въстаници са склонени да сложат оръжие с частични отстъпки на властите към някои от исканията им. Червената харта остава неизпълнена.

## Голямото въстание от 1912
Най-масовото и най-обхватното въстание на албанците срещу младотурския режим избухва през май 1912, начело с Хасан Прищина, Неджиб Драга, Байрам Цури, Иса Болетини и др. То е провокирано от описването на държавните гори в района на Дяково предния месец и забраната за ползването им от тамошното население. Натрупали недоволство от репресиите и опустошенията, нанесени при потушаването на предишните бунтове, албанците от района се вдигат отново на оръжие. Допълнителна причина е кампанията за избор на нов османски парламент, провеждана така че да изключи преизбирането на албанските депутати.
Въстанието започва с неуспешен опит за овладяване на Печ и поражение на въстаниците край Юник в края на май. През юни обаче то се разпростира в централно Косово, Мирдита, Тирана, Шкодра, а по-късно и в части от средна и южна Албания. Броят на въстаниците в Мирдита и Круя достига 15 000, а в Косово – 45 000. В същото време османската армия в района е отслабена от масовото дезертиране на албански войници и губи контрола върху главните косовски градове - Прищина, Митровица и Феризай.
През юли либералното правителство на Гази Мухтар паша, сменило младотурците в Цариград, е принудено да влезе в преговори с въстаниците, които формулират исканията си в т. нар. „14 точки“ на Хасан Прищина. Без да споменават изрично за автономия, точките повтарят по смисъл Червената харта (албански училища и чиновници, военна служба само в Албания и др.). Под натиска на въстаниците в началото на август правителството разпуска новоизбрания парламент, но се бави с удовлетворяването на другите им претенции. За да се наложат, на 14 август Иса Болетини и Байрам Цури завземат Скопие и заплашват, че ще продължат похода до Солун, където е заточен сваленият Абдул Хамид II. Под натиска им правителството приема почти всички искания на Хасан Прищина (без тези за връщане на иззетото оръжие и съдебно преследване на бивши министри). Това споразумение води до оттегляне на албанците от Скопие и слага край на въстанието.